# N-Factor
N-Factor war eine Hip-Hop-/Crossover-Band aus Bielefeld. Die Band zählt zu den Pionieren des deutschen Crossover und des deutschen Hip-Hop/Rap.

## Geschichte
N-Factor wurde im Jahre 1988 von Skinny T (bürgerlich: Tonio Neuhaus) und Wally "Fury" B (bürgerlich: Wale Bakare) gegründet. Später kamen Rosy Rose (bürgerlich: Torsten Rosendahl), Xanu (bürgerlich: Xanu Senckel) und MC Pacman (bürgerlich: Lanre Bakare) hinzu, bevor N-Factor von Ariola unter Vertrag genommen wurden. Nach zwei Singles erschien im Jahre 1990 das Debütalbum Vibes from No Go Area. Das Lied Rebelz in Rythm erschien zusätzlich auf der Kompilation Krauts with Attitude, der als erster deutscher Hip-Hop-Sampler gilt. Das Konzert von N-Factor am 19. Februar 1991 in der Kölner Live Music Hall wurde vom Westdeutschen Rundfunk Köln aufgezeichnet und im Rahmen der Sendung Rockpalast im Fernsehen ausgestrahlt. Zusammen mit dem Produzenten Bill Laswell arbeitete die Band an ihrem zweiten Album Paradigmashift, das im Jahr 1992 erschien und zwei Singles hervorbrachte. Nach zahlreichen Konzerten zog sich die Band für einige Zeit nach Portugal (u. a. ins MAD MIX Studio von Manfred „Manne“ Praeker) zurück, bevor im April 1994 das dritte und letzte Album Winter in Deutschland erschien. Der Titel ist eine Anspielung auf das veränderte politische Klima in Deutschland wie z. B. den größer werdenden Rassismus. Kurze Zeit nach der Veröffentlichung lösten sich N-Factor auf.

## Stil
Die Band mischte Hip-Hop-Musik mit Sampling und Elementen der Rockmusik. Die Band umfasste einen Gitarristen, einen Bassisten, einen Schlagzeuger und einen Keyboarder. Laut Fritz Loch vom deutschen Magazin Rock Hard „verbraten N-Factor von Raggamuffin über Jazz und Funk bis hin zum Metal alle erdenklichen Stile“. Mit ihrem letzten Album Winter in Deutschland verabschiedeten sich N-Factor laut Tim Wölke vom deutschen Magazin Metal Hammer vom Sampling und mischen ihrem Noise Funk eine gehörige Portion Groove bei. Auch wenn die Band englischsprachige Texte verwendete, zählten sie laut dem Onlinemagazin HipHop.de zu den ersten relevanten Gruppen Rap-Deutschlands.

## Diskografie

### Alben
- 1990: Vibes from No Go Area (Ariola)
- 1992: Paradigmashift (Ariola)
- 1994: Winter in Deutschland (Ariola)

### Singles
- 1989: It’s Like That (Ariola)
- 1989: N.d.s.c.d. (Ariola)
- 1990: Do or Die (Ariola)
- 1991: Rebelz in Rythm (Ariola)
- 1992: Promises (Ariola)
- 1993: Unity & Faith (Ariola)
- 1994: Winter in Deutschland (The 4 Songs for the Radio) (Ariola)